# Гончаровська сільська рада (Федоровський район)
Гончаро́вська сільська рада (рос. Гончаровский сельский совет) — муніципальне утворення у складі Федоровського району Башкортостану, Росія. Адміністративний центр — присілок Гончаровка.

## Населення
Населення — 1071 особа (2019, 1260 в 2010, 1257 в 2002).

## Склад
До складу поселення входять такі населені пункти:
| Населений пункт      | Населення, осіб (2002) | Населення, осіб (2010) |
| -------------------- | ---------------------- | ---------------------- |
| Альошкино, село      | 286                    | 240                    |
| Гончаровка, присілок | 971                    | 1020                   |